# ストーのテンプル伯爵
ストーのテンプル伯爵（英語: Earl Temple of Stowe）は、連合王国貴族の伯爵位。
第2代バッキンガム侯爵リチャード・テンプル＝ニュージェント＝ブリッジス＝シャンドス＝グレンヴィルが1822年にバッキンガム＝シャンドス公爵位とともに叙されたのに始まる。この爵位はバッキンガム＝シャンドス公爵位の廃絶後も特別継承規定による女系継承でテンプル＝ゴア＝ラントン家に継承されて現存している。

## 歴史

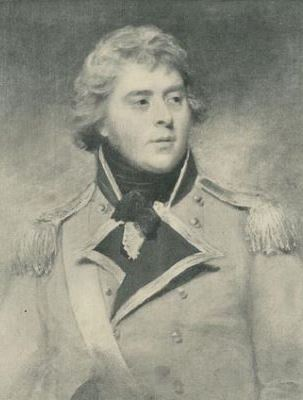
初代伯リチャード・テンプル=グランヴィル。父からバッキンガム侯爵等を継承した。

第2代バッキンガム侯爵リチャード・テンプル＝ニュージェント＝ブリッジス＝シャンドス＝グレンヴィル(1776–1839)は、1822年2月4日の勅許状で連合王国貴族爵位バッキンガム＝シャンドス公爵（Duke of Buckingham and Chandos）やシャンドス侯爵（Marquess of Chandos）とともにバッキンガム州におけるストーのテンプル伯爵 （Earl Temple of Stowe,in the County of Buckingham）に叙せられた。バッキンガム＝シャンドス公爵位やシャンドス侯爵位は通常通りの直系嫡出男系男子に限定される爵位だが、ストーのテンプル伯爵位は、男子なき場合に孫娘アン・エリザ・メアリー(-1879)とその男系男子に継承可能な特別継承規定が付けられていた。彼の一人息子リチャード・プランタジネット(1797–1861)にはこの時点では子供が娘のアン・エリザ・メアリーしかいなかったためである。ただしリチャード・プランタジネットはこの翌年の1823年に男子リチャード・プランタジネット・キャンベル(1823–1889)を儲けている。
初代伯（初代バッキンガム＝シャンドス公）の死後、その一人息子リチャード・プランタジネットが2代伯（2代バッキンガム＝シャンドス公）を継承。彼の死後はその一人息子リチャード・プランタジネット・キャンベルが3代伯（3代バッキンガム＝シャンドス公）を継承した。
この3代伯には女子しかなかったので、1889年の彼の死とともにバッキンガム＝シャンドス公爵位以下保有爵位の多くは廃絶したが、ストーのテンプル伯爵位は上記の特別継承規定により2代伯の娘アンと庶民院議員ウィリアム・ゴア＝ラントン(1824-1873)の間の長男であるウィリアム・スティーブン・ゴア＝ラントン(1847–1902)に継承されて存続した。彼は1892年にはテンプル姓を加えて「テンプル＝ゴア＝ラントン（Temple-Gore-Langton）」に改姓した。
以降彼の男系男子によって2016年現在まで続いている。2016年現在の当主はジェイムズ・グレンヴィル・テンプル＝ゴア＝ラントン(1955-)である。
テンプル＝ゴア＝ラントン家にこれ以外の保有爵位はないが、法定推定相続人はラントン卿（Lord Langton）という儀礼称号を使用するのが伝統である

## ストーのテンプル伯爵 (1822年)
- 初代伯リチャード・テンプル＝ニュージェント＝ブリッジス＝シャンドス＝グレンヴィル (1776–1839) 初代バッキンガム＝シャンドス公
- 2代伯リチャード・プランタジネット・テンプル＝ニュージェント＝ブリッジス＝シャンドス＝グレンヴィル (1797–1861) 2代バッキンガム＝シャンドス公
- 3代伯リチャード・プランタジネット・キャンベル・テンプル＝ニュージェント＝ブリッジス＝シャンドス＝グレンヴィル (1823–1889) 3代バッキンガム＝シャンドス公
- 4代伯ウィリアム・スティーブン・テンプル＝ゴア＝ラントン（英語版） (1847–1902)
- 5代伯アルジャーノン・ウィリアム・スティーブン・テンプル＝ゴア＝ラントン (1871–1940)
- 6代伯シャンドス・グレンヴィル・テンプル＝ゴア＝ラントン (1909–1966)
- 7代伯ロナルド・スティーブン・テンプル＝ゴア＝ラントン (1910–1988)
- 8代伯ウォルター・グレンヴィル・アルジャーノン・テンプル＝ゴア＝ラントン (1924-2013)
- 9代伯ジェイムズ・グレンヴィル・テンプル＝ゴア＝ラントン (1955-)
  - 推定相続人は現当主の弟ロバート・シャンドス・グレンヴィル・テンプル＝ゴア＝ラントン (1957-)

## 系譜図
|  |  | ジョージ・ニュージェント＝テンプル＝グレンヴィル 初代バッキンガム侯爵 (1753-1813) | | | | | |  |  |                                                                          |                                                                          |                                                                          |                                                                          |                                                                          |                                                                          | |                      |                                                                            |                                                                            |                                                                            |                                                                            |                                                                            |                                                                            |                                        |                                        |  |  |  |  |  |  |  |  |  |  |  |  |  |  |  |  |  |  |  |  |
|  |  | | | | | | |  |  |                                                                          |                                                                          |                                                                          |                                                                          |                                                                          |                                                                          | |                      |                                                                            |                                                                            |                                                                            |                                                                            |                                                                            |                                                                            |                                        |                                        |  |  |  |  |  |  |  |  |  |  |  |  |  |  |  |  |  |  |  |  |
|  |  | リチャード・テンプル＝ニュージェント＝ブリッジス＝シャンドス＝グレンヴィル (テンプル＝ニュージェント＝ブリッジス＝シャンドス＝グレンヴィルに改姓) 初代バッキンガム＝シャンドス公爵 第2代バッキンガム侯爵 初代シャンドス侯爵 初代ストーのテンプル伯爵 (1776-1839) | | | | | |  |  |                                                                          |                                                                          |                                                                          |                                                                          |                                                                          |                                                                          | |                      |                                                                            |                                                                            |                                                                            |                                                                            |                                                                            |                                                                            |                                        |                                        |  |  |  |  |  |  |  |  |  |  |  |  |  |  |  |  |  |  |  |  |
|  |  | | | | | | |  |  |                                                                          |                                                                          |                                                                          |                                                                          |                                                                          |                                                                          | |                      |                                                                            |                                                                            |                                                                            |                                                                            |                                                                            |                                                                            |                                        |                                        |  |  |  |  |  |  |  |  |  |  |  |  |  |  |  |  |  |  |  |  |
|  |  | リチャード・テンプル＝ニュージェント＝ブリッジス＝シャンドス＝グレンヴィル 第2代バッキンガム＝シャンドス公爵 第3代バッキンガム侯爵 第2代シャンドス侯爵 第2代ストーのテンプル伯爵 (1797-1861)                                                                     | | | | | |  |  |                                                                          |                                                                          |                                                                          |                                                                          |                                                                          |                                                                          | |                      |                                                                            |                                                                            |                                                                            |                                                                            |                                                                            |                                                                            |                                        |                                        |  |  |  |  |  |  |  |  |  |  |  |  |  |  |  |  |  |  |  |  |
|  |  | | | | | | |  |  |                                                                          |                                                                          |                                                                          |                                                                          |                                                                          |                                                                          | |                      |                                                                            |                                                                            |                                                                            |                                                                            |                                                                            |                                                                            |                                        |                                        |  |  |  |  |  |  |  |  |  |  |  |  |  |  |  |  |  |  |  |  |
|  |  | | | | | | |  |  |                                                                          |                                                                          |                                                                          |                                                                          |                                                                          |                                                                          | |                      |                                                                            |                                                                            |                                                                            |                                                                            |                                                                            |                                                                            |                                        |                                        |  |  |  |  |  |  |  |  |  |  |  |  |  |  |  |  |  |  |  |  |
|  |  | リチャード・テンプル＝ニュージェント＝ブリッジス＝シャンドス＝グレンヴィル 第3代バッキンガム＝シャンドス公爵 第4代バッキンガム侯爵 第3代シャンドス侯爵 第3代ストーのテンプル伯爵 (1823-1889)                                                                     | リチャード・テンプル＝ニュージェント＝ブリッジス＝シャンドス＝グレンヴィル 第3代バッキンガム＝シャンドス公爵 第4代バッキンガム侯爵 第3代シャンドス侯爵 第3代ストーのテンプル伯爵 (1823-1889) | リチャード・テンプル＝ニュージェント＝ブリッジス＝シャンドス＝グレンヴィル 第3代バッキンガム＝シャンドス公爵 第4代バッキンガム侯爵 第3代シャンドス侯爵 第3代ストーのテンプル伯爵 (1823-1889) | リチャード・テンプル＝ニュージェント＝ブリッジス＝シャンドス＝グレンヴィル 第3代バッキンガム＝シャンドス公爵 第4代バッキンガム侯爵 第3代シャンドス侯爵 第3代ストーのテンプル伯爵 (1823-1889) | リチャード・テンプル＝ニュージェント＝ブリッジス＝シャンドス＝グレンヴィル 第3代バッキンガム＝シャンドス公爵 第4代バッキンガム侯爵 第3代シャンドス侯爵 第3代ストーのテンプル伯爵 (1823-1889) | リチャード・テンプル＝ニュージェント＝ブリッジス＝シャンドス＝グレンヴィル 第3代バッキンガム＝シャンドス公爵 第4代バッキンガム侯爵 第3代シャンドス侯爵 第3代ストーのテンプル伯爵 (1823-1889) |  |  |                                                                          |                                                                          | アン・ゴア＝ラントン                                                     | アン・ゴア＝ラントン                                                     | アン・ゴア＝ラントン                                                     | アン・ゴア＝ラントン                                                     | アン・ゴア＝ラントン                                                                                        | アン・ゴア＝ラントン |                                                                            |                                                                            | ウィリアム・ゴア＝ラントン (1824-1873)                                     | ウィリアム・ゴア＝ラントン (1824-1873)                                     | ウィリアム・ゴア＝ラントン (1824-1873)                                     | ウィリアム・ゴア＝ラントン (1824-1873)                                     | ウィリアム・ゴア＝ラントン (1824-1873) | ウィリアム・ゴア＝ラントン (1824-1873) |  |  |  |  |  |  |  |  |  |  |  |  |  |  |  |  |  |  |  |  |
|  |  | リチャード・テンプル＝ニュージェント＝ブリッジス＝シャンドス＝グレンヴィル 第3代バッキンガム＝シャンドス公爵 第4代バッキンガム侯爵 第3代シャンドス侯爵 第3代ストーのテンプル伯爵 (1823-1889)                                                                     | リチャード・テンプル＝ニュージェント＝ブリッジス＝シャンドス＝グレンヴィル 第3代バッキンガム＝シャンドス公爵 第4代バッキンガム侯爵 第3代シャンドス侯爵 第3代ストーのテンプル伯爵 (1823-1889) | リチャード・テンプル＝ニュージェント＝ブリッジス＝シャンドス＝グレンヴィル 第3代バッキンガム＝シャンドス公爵 第4代バッキンガム侯爵 第3代シャンドス侯爵 第3代ストーのテンプル伯爵 (1823-1889) | リチャード・テンプル＝ニュージェント＝ブリッジス＝シャンドス＝グレンヴィル 第3代バッキンガム＝シャンドス公爵 第4代バッキンガム侯爵 第3代シャンドス侯爵 第3代ストーのテンプル伯爵 (1823-1889) | リチャード・テンプル＝ニュージェント＝ブリッジス＝シャンドス＝グレンヴィル 第3代バッキンガム＝シャンドス公爵 第4代バッキンガム侯爵 第3代シャンドス侯爵 第3代ストーのテンプル伯爵 (1823-1889) | リチャード・テンプル＝ニュージェント＝ブリッジス＝シャンドス＝グレンヴィル 第3代バッキンガム＝シャンドス公爵 第4代バッキンガム侯爵 第3代シャンドス侯爵 第3代ストーのテンプル伯爵 (1823-1889) |  |  |                                                                          |                                                                          | アン・ゴア＝ラントン                                                     | アン・ゴア＝ラントン                                                     | アン・ゴア＝ラントン                                                     | アン・ゴア＝ラントン                                                     | アン・ゴア＝ラントン                                                                                        | アン・ゴア＝ラントン |                                                                            |                                                                            | ウィリアム・ゴア＝ラントン (1824-1873)                                     | ウィリアム・ゴア＝ラントン (1824-1873)                                     | ウィリアム・ゴア＝ラントン (1824-1873)                                     | ウィリアム・ゴア＝ラントン (1824-1873)                                     | ウィリアム・ゴア＝ラントン (1824-1873) | ウィリアム・ゴア＝ラントン (1824-1873) |  |  |  |  |  |  |  |  |  |  |  |  |  |  |  |  |  |  |  |  |
|  |  | | | | | | |  |  |                                                                          |                                                                          |                                                                          |                                                                          |                                                                          |                                                                          | |                      |                                                                            |                                                                            |                                                                            |                                                                            |                                                                            |                                                                            |                                        |                                        |  |  |  |  |  |  |  |  |  |  |  |  |  |  |  |  |  |  |  |  |
|  |  | | | | | | |  |  |                                                                          |                                                                          |                                                                          |                                                                          |                                                                          |                                                                          | ウィリアム・テンプル＝ゴア＝ラントン (テンプル＝ゴア＝ラントンに改姓) 第4代ストーのテンプル伯爵 (1847-1902) |                      |                                                                            |                                                                            |                                                                            |                                                                            |                                                                            |                                                                            |                                        |                                        |  |  |  |  |  |  |  |  |  |  |  |  |  |  |  |  |  |  |  |  |
|  |  | | | | | | |  |  |                                                                          |                                                                          |                                                                          |                                                                          |                                                                          |                                                                          | |                      |                                                                            |                                                                            |                                                                            |                                                                            |                                                                            |                                                                            |                                        |                                        |  |  |  |  |  |  |  |  |  |  |  |  |  |  |  |  |  |  |  |  |
|  |  | | | | | | |  |  |                                                                          |                                                                          |                                                                          |                                                                          |                                                                          |                                                                          | |                      |                                                                            |                                                                            |                                                                            |                                                                            |                                                                            |                                                                            |                                        |                                        |  |  |  |  |  |  |  |  |  |  |  |  |  |  |  |  |  |  |  |  |
|  |  | アルジャーノン・テンプル＝ゴア＝ラントン 第5代ストーのテンプル伯爵 (1871-1940) | アルジャーノン・テンプル＝ゴア＝ラントン 第5代ストーのテンプル伯爵 (1871-1940) | アルジャーノン・テンプル＝ゴア＝ラントン 第5代ストーのテンプル伯爵 (1871-1940) | アルジャーノン・テンプル＝ゴア＝ラントン 第5代ストーのテンプル伯爵 (1871-1940) | アルジャーノン・テンプル＝ゴア＝ラントン 第5代ストーのテンプル伯爵 (1871-1940) | アルジャーノン・テンプル＝ゴア＝ラントン 第5代ストーのテンプル伯爵 (1871-1940) |  |  | シャンドス・テンプル＝ゴア＝ラントン (1873-1921)                         | シャンドス・テンプル＝ゴア＝ラントン (1873-1921)                         | シャンドス・テンプル＝ゴア＝ラントン (1873-1921)                         | シャンドス・テンプル＝ゴア＝ラントン (1873-1921)                         | シャンドス・テンプル＝ゴア＝ラントン (1873-1921)                         | シャンドス・テンプル＝ゴア＝ラントン (1873-1921)                         | |                      | イヴリン・テンプル＝ゴア＝ラントン (1884-1972)                             | イヴリン・テンプル＝ゴア＝ラントン (1884-1972)                             | イヴリン・テンプル＝ゴア＝ラントン (1884-1972)                             | イヴリン・テンプル＝ゴア＝ラントン (1884-1972)                             | イヴリン・テンプル＝ゴア＝ラントン (1884-1972)                             | イヴリン・テンプル＝ゴア＝ラントン (1884-1972)                             |                                        |                                        |  |  |  |  |  |  |  |  |  |  |  |  |  |  |  |  |  |  |  |  |
|  |  | アルジャーノン・テンプル＝ゴア＝ラントン 第5代ストーのテンプル伯爵 (1871-1940) | アルジャーノン・テンプル＝ゴア＝ラントン 第5代ストーのテンプル伯爵 (1871-1940) | アルジャーノン・テンプル＝ゴア＝ラントン 第5代ストーのテンプル伯爵 (1871-1940) | アルジャーノン・テンプル＝ゴア＝ラントン 第5代ストーのテンプル伯爵 (1871-1940) | アルジャーノン・テンプル＝ゴア＝ラントン 第5代ストーのテンプル伯爵 (1871-1940) | アルジャーノン・テンプル＝ゴア＝ラントン 第5代ストーのテンプル伯爵 (1871-1940) |  |  | シャンドス・テンプル＝ゴア＝ラントン (1873-1921)                         | シャンドス・テンプル＝ゴア＝ラントン (1873-1921)                         | シャンドス・テンプル＝ゴア＝ラントン (1873-1921)                         | シャンドス・テンプル＝ゴア＝ラントン (1873-1921)                         | シャンドス・テンプル＝ゴア＝ラントン (1873-1921)                         | シャンドス・テンプル＝ゴア＝ラントン (1873-1921)                         | |                      | イヴリン・テンプル＝ゴア＝ラントン (1884-1972)                             | イヴリン・テンプル＝ゴア＝ラントン (1884-1972)                             | イヴリン・テンプル＝ゴア＝ラントン (1884-1972)                             | イヴリン・テンプル＝ゴア＝ラントン (1884-1972)                             | イヴリン・テンプル＝ゴア＝ラントン (1884-1972)                             | イヴリン・テンプル＝ゴア＝ラントン (1884-1972)                             |                                        |                                        |  |  |  |  |  |  |  |  |  |  |  |  |  |  |  |  |  |  |  |  |
|  |  | | | | | | |  |  |                                                                          |                                                                          |                                                                          |                                                                          |                                                                          |                                                                          | |                      |                                                                            |                                                                            |                                                                            |                                                                            |                                                                            |                                                                            |                                        |                                        |  |  |  |  |  |  |  |  |  |  |  |  |  |  |  |  |  |  |  |  |
|  |  | シャンドス・テンプル＝ゴア＝ラントン 第6代ストーのテンプル伯爵 (1909-1966) | シャンドス・テンプル＝ゴア＝ラントン 第6代ストーのテンプル伯爵 (1909-1966) | シャンドス・テンプル＝ゴア＝ラントン 第6代ストーのテンプル伯爵 (1909-1966) | シャンドス・テンプル＝ゴア＝ラントン 第6代ストーのテンプル伯爵 (1909-1966) | シャンドス・テンプル＝ゴア＝ラントン 第6代ストーのテンプル伯爵 (1909-1966) | シャンドス・テンプル＝ゴア＝ラントン 第6代ストーのテンプル伯爵 (1909-1966) |  |  | ロナルド・テンプル＝ゴア＝ラントン 第7代ストーのテンプル伯爵 (1910-1988) | ロナルド・テンプル＝ゴア＝ラントン 第7代ストーのテンプル伯爵 (1910-1988) | ロナルド・テンプル＝ゴア＝ラントン 第7代ストーのテンプル伯爵 (1910-1988) | ロナルド・テンプル＝ゴア＝ラントン 第7代ストーのテンプル伯爵 (1910-1988) | ロナルド・テンプル＝ゴア＝ラントン 第7代ストーのテンプル伯爵 (1910-1988) | ロナルド・テンプル＝ゴア＝ラントン 第7代ストーのテンプル伯爵 (1910-1988) | |                      | ウォルター・テンプル＝ゴア＝ラントン 第8代ストーのテンプル伯爵 (1924-2013) | ウォルター・テンプル＝ゴア＝ラントン 第8代ストーのテンプル伯爵 (1924-2013) | ウォルター・テンプル＝ゴア＝ラントン 第8代ストーのテンプル伯爵 (1924-2013) | ウォルター・テンプル＝ゴア＝ラントン 第8代ストーのテンプル伯爵 (1924-2013) | ウォルター・テンプル＝ゴア＝ラントン 第8代ストーのテンプル伯爵 (1924-2013) | ウォルター・テンプル＝ゴア＝ラントン 第8代ストーのテンプル伯爵 (1924-2013) |                                        |                                        |  |  |  |  |  |  |  |  |  |  |  |  |  |  |  |  |  |  |  |  |
|  |  | シャンドス・テンプル＝ゴア＝ラントン 第6代ストーのテンプル伯爵 (1909-1966) | シャンドス・テンプル＝ゴア＝ラントン 第6代ストーのテンプル伯爵 (1909-1966) | シャンドス・テンプル＝ゴア＝ラントン 第6代ストーのテンプル伯爵 (1909-1966) | シャンドス・テンプル＝ゴア＝ラントン 第6代ストーのテンプル伯爵 (1909-1966) | シャンドス・テンプル＝ゴア＝ラントン 第6代ストーのテンプル伯爵 (1909-1966) | シャンドス・テンプル＝ゴア＝ラントン 第6代ストーのテンプル伯爵 (1909-1966) |  |  | ロナルド・テンプル＝ゴア＝ラントン 第7代ストーのテンプル伯爵 (1910-1988) | ロナルド・テンプル＝ゴア＝ラントン 第7代ストーのテンプル伯爵 (1910-1988) | ロナルド・テンプル＝ゴア＝ラントン 第7代ストーのテンプル伯爵 (1910-1988) | ロナルド・テンプル＝ゴア＝ラントン 第7代ストーのテンプル伯爵 (1910-1988) | ロナルド・テンプル＝ゴア＝ラントン 第7代ストーのテンプル伯爵 (1910-1988) | ロナルド・テンプル＝ゴア＝ラントン 第7代ストーのテンプル伯爵 (1910-1988) | |                      | ウォルター・テンプル＝ゴア＝ラントン 第8代ストーのテンプル伯爵 (1924-2013) | ウォルター・テンプル＝ゴア＝ラントン 第8代ストーのテンプル伯爵 (1924-2013) | ウォルター・テンプル＝ゴア＝ラントン 第8代ストーのテンプル伯爵 (1924-2013) | ウォルター・テンプル＝ゴア＝ラントン 第8代ストーのテンプル伯爵 (1924-2013) | ウォルター・テンプル＝ゴア＝ラントン 第8代ストーのテンプル伯爵 (1924-2013) | ウォルター・テンプル＝ゴア＝ラントン 第8代ストーのテンプル伯爵 (1924-2013) |                                        |                                        |  |  |  |  |  |  |  |  |  |  |  |  |  |  |  |  |  |  |  |  |
|  |  | | | | | | |  |  |                                                                          |                                                                          |                                                                          |                                                                          |                                                                          |                                                                          | |                      |                                                                            |                                                                            |                                                                            |                                                                            |                                                                            |                                                                            |                                        |                                        |  |  |  |  |  |  |  |  |  |  |  |  |  |  |  |  |  |  |  |  |
|  |  | | | | | | |  |  | ジェイムズ・テンプル＝ゴア＝ラントン 第9代ストーのテンプル伯爵 (1955-)   | ジェイムズ・テンプル＝ゴア＝ラントン 第9代ストーのテンプル伯爵 (1955-)   | ジェイムズ・テンプル＝ゴア＝ラントン 第9代ストーのテンプル伯爵 (1955-)   | ジェイムズ・テンプル＝ゴア＝ラントン 第9代ストーのテンプル伯爵 (1955-)   | ジェイムズ・テンプル＝ゴア＝ラントン 第9代ストーのテンプル伯爵 (1955-)   | ジェイムズ・テンプル＝ゴア＝ラントン 第9代ストーのテンプル伯爵 (1955-)   | |                      | ロバート・テンプル＝ゴア＝ラントン (推定相続人) (1957-)                    | ロバート・テンプル＝ゴア＝ラントン (推定相続人) (1957-)                    | ロバート・テンプル＝ゴア＝ラントン (推定相続人) (1957-)                    | ロバート・テンプル＝ゴア＝ラントン (推定相続人) (1957-)                    | ロバート・テンプル＝ゴア＝ラントン (推定相続人) (1957-)                    | ロバート・テンプル＝ゴア＝ラントン (推定相続人) (1957-)                    |                                        |                                        |  |  |  |  |  |  |  |  |  |  |  |  |  |  |  |  |  |  |  |  |